# Ун-Вунтъюган
Ун-Вунтъюган (устар. Ун-Вунт-Юган) — река в России, протекает по территории Белоярского района Ханты-Мансийского автономного округа. Устье реки находится в 164 км по правому берегу реки Казым. Длина реки — 61 км, площадь её водосборного бассейна — 314 км². В 24 км по правому берегу впадает река Ай-Вунтъюган.

## Данные водного реестра
По данным государственного водного реестра России относится к Нижнеобскому бассейновому округу, водохозяйственный участок реки — Обь от впадения Иртыша до впадения реки Северная Сосьва, речной подбассейн реки — бассейны притока Оби от Иртыша до впадения Северной Сосьвы. Речной бассейн реки — (Нижняя) Обь от впадения Иртыша.
Код объекта в государственном водном реестре — 15020100112115300021170.